# Granite Island
Granite Island ist eine kleine Insel in der Encounter Bay, die in der Nähe des Victor Harbors, unweit von Adelaide in South Australia liegt. Die Insel mit einer Größe von 25 Hektar wird von mehr als 700 000 Besuchern jährlich aufgesucht und ist damit der am häufigsten aufgesuchte Erholungspark in South Australia.

## Beschreibung
Granite Island ist eine unbewohnte Insel, die aus Granit besteht, der durch Wollsackverwitterung rundliche Formen angenommen hat. Ursprünglich war die Insel mit dem Festland verbunden, die Landverbindung erodierte. Das Granitvorkommen, das vor 480 Millionen Jahren entstand, reicht bis in eine Tiefe von zehn Kilometern in die Erdkruste.
Über Granite Island erstreckt sich der Granite Island Recreation Park, in dem sich ein Restaurant befindet. Die Besucher wollen vor allem die mehr als 2000 Zwergpinguine sehen, die auf der Insel leben und brüten. Nach Einbruch der Dunkelheit kann man auf einer geführten Tour die Pinguine der auf der Insel gelegenen Pinguin-Schutzstation beobachten.
Die Insel ist durch eine 630 Meter lange Holzbrücke mit dem Festland verbunden, über die sie entweder zu Fuß oder mit einer doppelstöckigen Pferdestraßenbahn, der Victor Harbor Horse Drawn Tram, erreicht werden kann. Ferner ist der Zugang mit kleinen Booten oder Jachten an einem Schiffsanleger möglich.
Um die Insel führt ein Promenadenweg entlang der Küste. In den südlichen Wintermonaten von Juni bis September sind von der Insel aus oder auf speziellen Bootstouren Wale zu beobachten.

## Geschichte
An der Küste der Encounter Bay lebten die Aborigines des Ramindjeri-Clans. Die Insel hatte für sie große Bedeutung, weil sie annahmen, dass sie durch einen Speerwurf des Schöpfungswesens Ngurunderi entstand. Die Traumzeitgeschichte über Ngurunderi wird von den Aborigines vom Gebiet des unteren Murray River bis nach Kangaroo Island erzählt.
Die ersten Europäer, die 1802 in die Bucht kamen, waren die Entdecker Matthew Flinders auf dem Schiff Investigator und Nicolas Baudin auf der Géographe auf der nach ihm benannten Baudin-Expedition. Sie hatten eine friedliche Begegnung in der Encounter Bay, obwohl sich Frankreich und Großbritannien damals im Kriegszustand befanden – deswegen wurde die Bucht von Flinders Encounter Bay (deutsch: Bucht der Begegnung) genannt.
In der Bucht betrieben die Europäer Wal- und Robbenfang, der 1872 aufgegeben wurde, weil immer weniger Tiere dorthin kamen. Wolle und andere landwirtschaftliche Produkte wurden auf dem Murray River bis Victor Harbor verschifft, anschließend mit der Pferdetrambahn nach Granite Island weiter transportiert und dort auf Schiffe verladen. Der Transport von Wirtschaftsgütern wurde Ende des 19. Jahrhunderts aufgegeben und die Pferdebahn lediglich von Touristen genutzt. 1956 wurde ihr Betrieb eingestellt, aber seit 1986 fährt sie wieder täglich bis zum heutigen Tag.

## Galerie

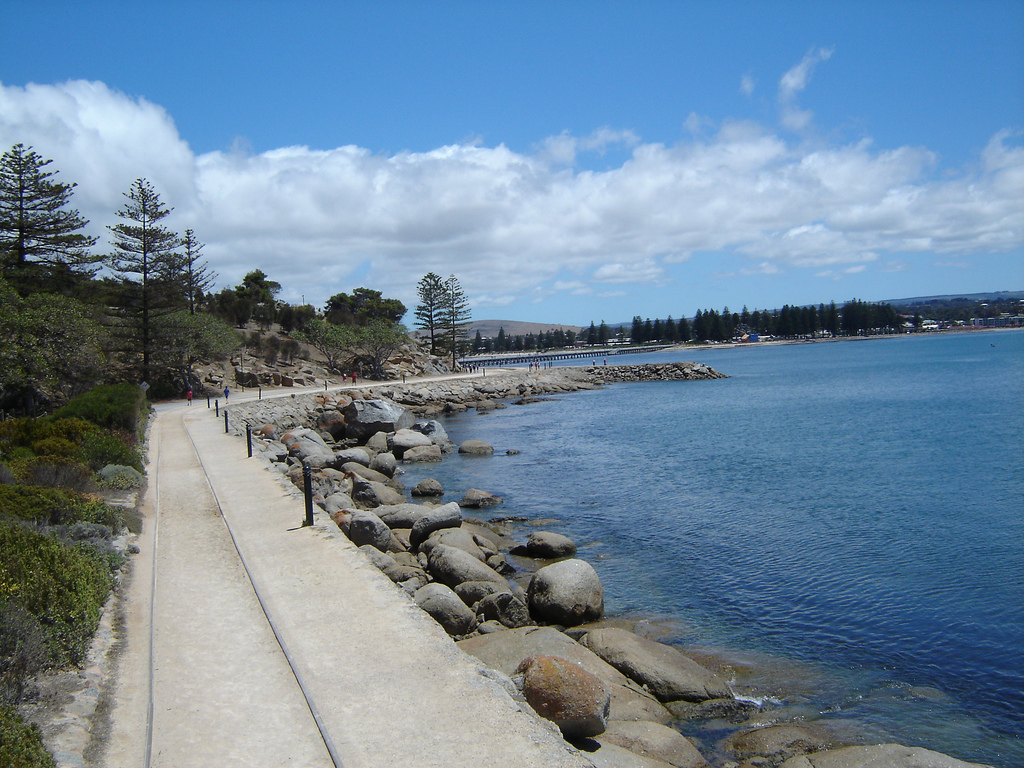
Promenadenweg und Straßenbahngleis, im Hintergrund die Holzbrücke
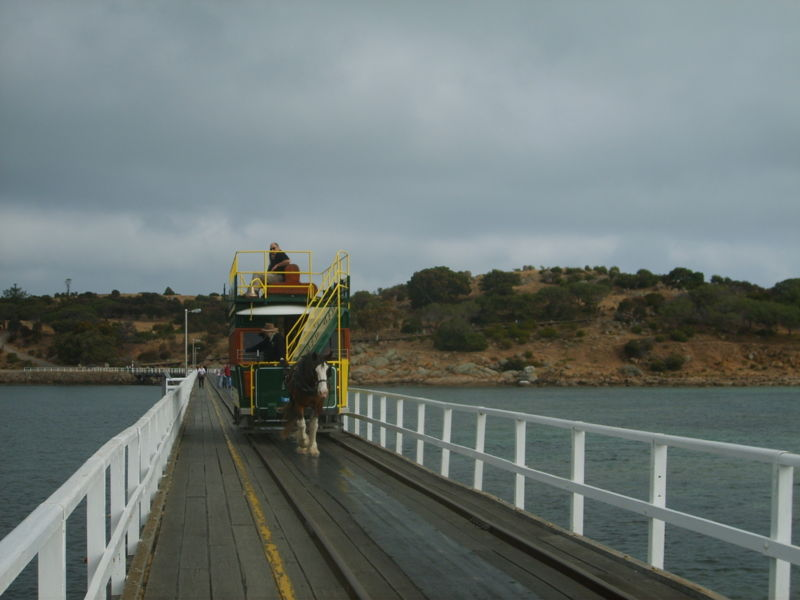
Pferdewagen auf der Seebrücke nach Granite Island
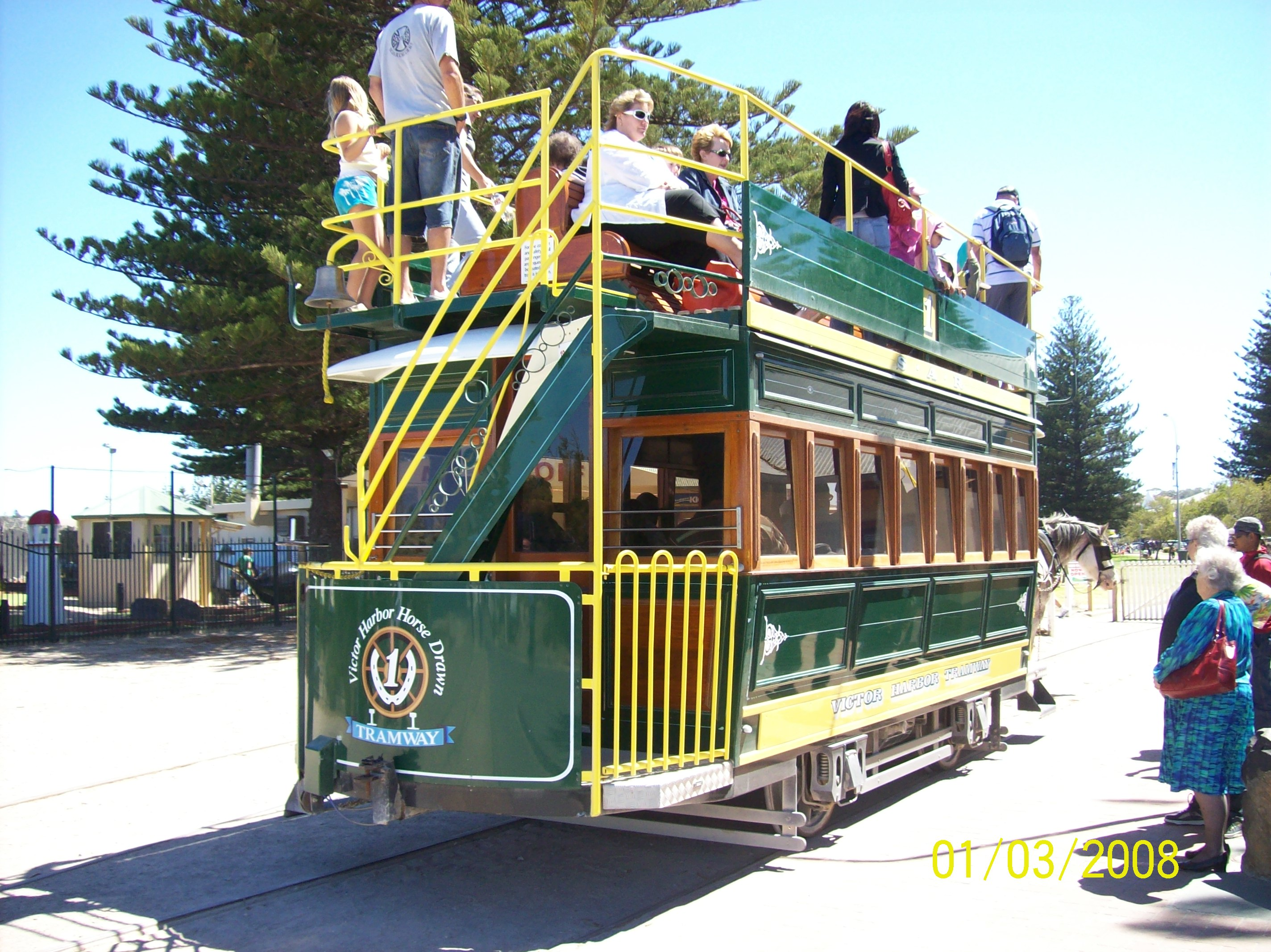
Decksitzwagen der Pferdestraßenbahn
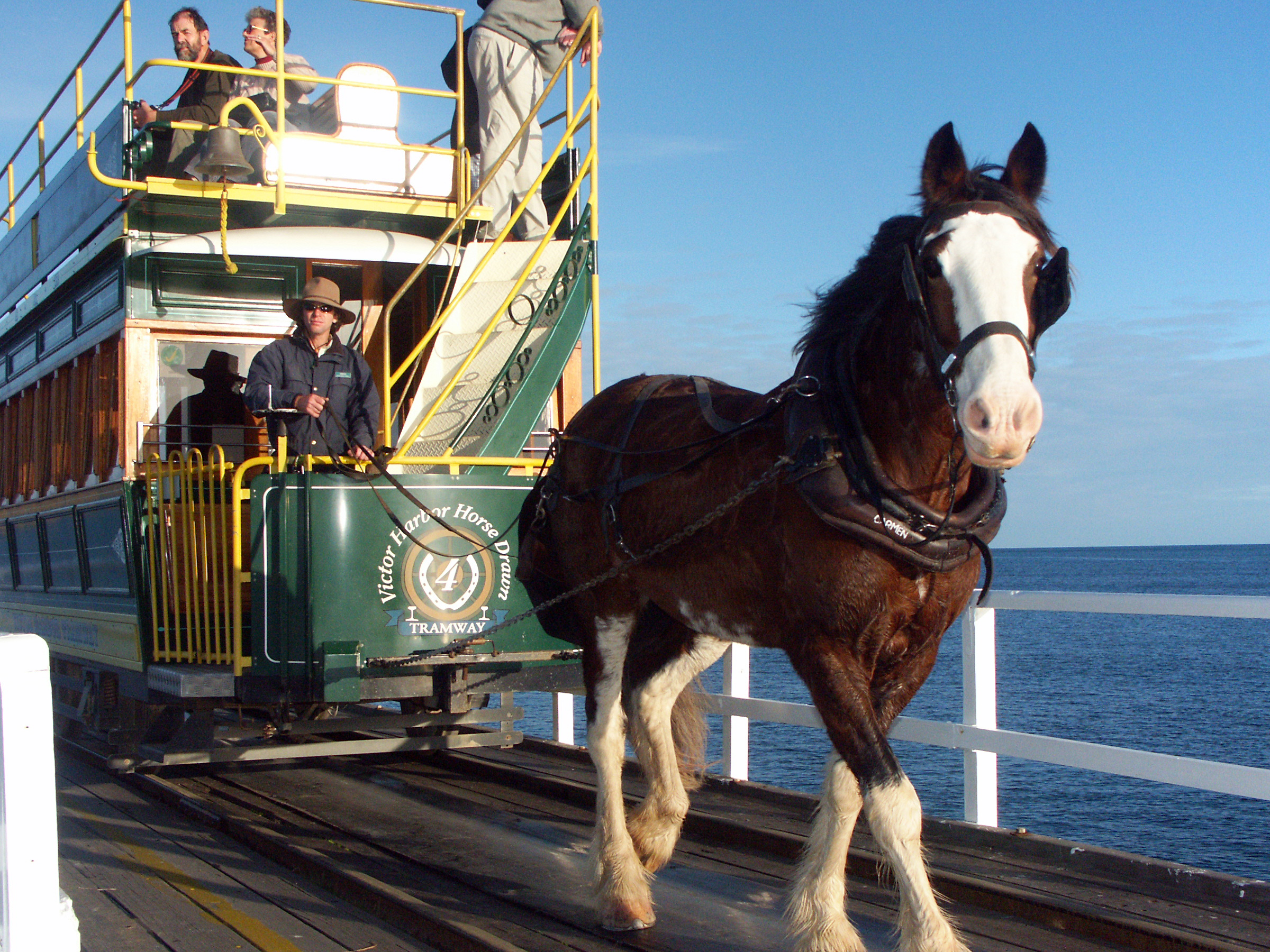
Pferdestraßenbahn mit Clydesdale-Kaltblutpferd